# René-Michel Slodtz

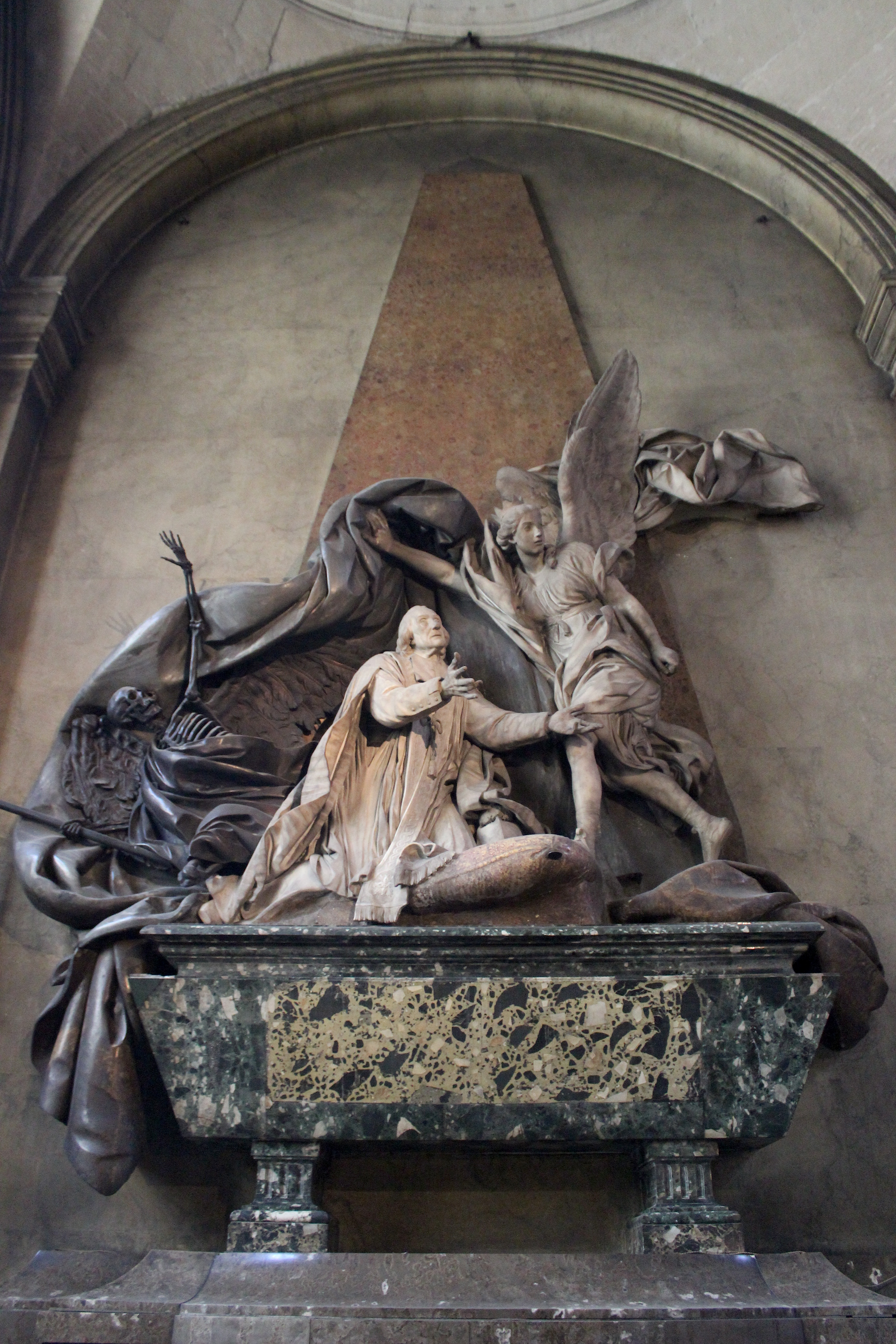
Gravmonument över Jean-Baptiste Languet de Gergy i Saint-Sulpice i Paris.

René-Michel Slodtz, även Michel-Ange Slodtz, född 1705 i Paris, död där 1764, var en fransk skulptör. Han var son till skulptören Sébastien Slodtz. År 1741 blev René-Michel Slodtz medlem av Accademia di San Luca.

## Verk i urval
- Nicolas Wleughels gravstele, San Luigi dei Francesi, Rom (1738–1740)
- Den heliga Teresas extas (relief), Santa Maria della Scala, Rom (omkring 1740)
- Gravmonument över ärkebiskoparna Armand de Montmorin och Henri-Oswald de La Tour d'Auvergne, Katedralen i Vienne, Vienne (1740–1743)
- Evangelisten Johannes (basrelief), San Marco, Rom (1744)
- Den helige Bruno, Peterskyrkan, Rom (1744)
- Gravmonument över Alessandro Capponi, San Giovanni dei Fiorentini, Rom (1746)
- Evangelisten Matteus (staty), Santissimo Nome di Maria, Rom
- Evangelisten Obadja (staty), Santissimo Nome di Maria, Rom
- Gravmonument över Jean-Baptiste Languet de Gergy, Saint-Sulpice, Paris (1753)

## Bilder

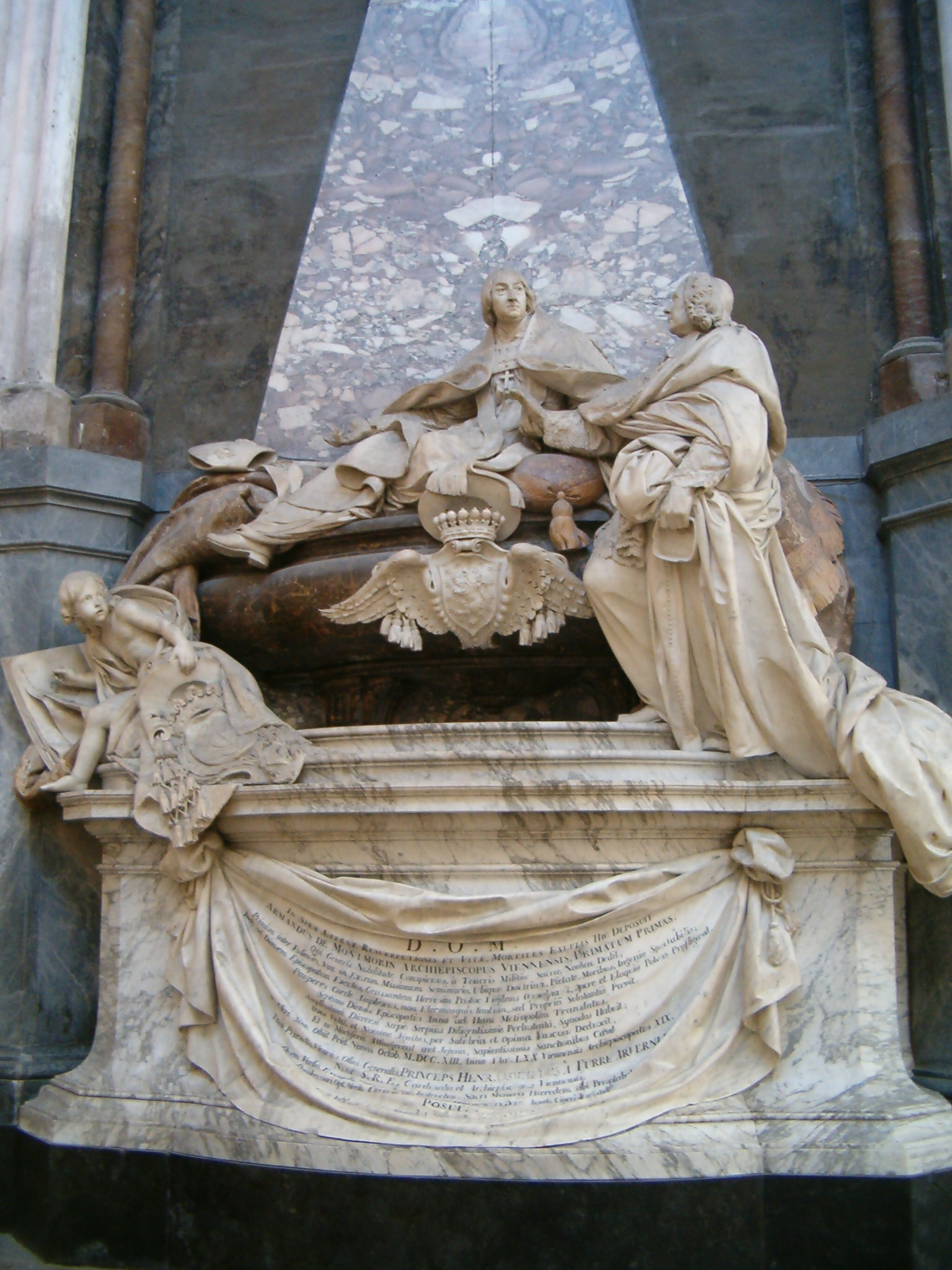
Gravmonument över ärkebiskoparna Armand de Montmorin och Henri-Oswald de La Tour d'Auvergne.